# Лихоборка
Лихобо́рка — река в России, в Северном и Северо-Восточном административных округах города Москвы, правый приток реки Яузы.
Средний расход воды — 0,5 м³/с.
Самая длинная из малых рек столицы — её протяжённость составляет 30,2 километра, из них 10,4 км — в открытом русле, 17,4 км — в подземном коллекторе и 2,4 км — в обводном канале. Бассейн реки составляет около 58 км². Берёт начало у посёлка Ново-Архангельское, устье расположено у бывшего села Леоново, впадает в реку Яузу рядом со станцией метро «Ботанический сад». Устье Лихоборки с 1991 года объявлено памятником природы.

## Географическое положение
Река берёт начало в лесах рядом с бывшим посёлком Ново-Архангельское. В районе Коровино принимает свой правый приток — Бусинку, течёт в подземном коллекторе. Выходит на поверхность в районе Лихоборской набережной, пересекает Савёловское направление Московской железной дороги, Октябрьскую железную дорогу, а также протекает вдоль действующего электродепо ТЧ-19 Лихоборы Московского метрополитена. Далее по коллектору река следует под действующим электродепо  ТЧ-14 Владыкино. Течёт по северо-восточной окраине Главного ботанического сада РАН и впадает в Яузу напротив станции метро «Ботанический сад».
Лихоборка используется для обводнения рек Яузы и Москвы волжской водой, сбрасываемой из Химкинского водохранилища через Головинские пруды, Головинский канал и реку Норишку (Лихоборская обводнительная система).

## История

### Местность
Предположительно, название реки Лихоборки происходит от окружавших её боров — в XVI веке местность рядом с рекой была покрыта холмами, дубравами и берёзовыми рощами. Название реки также могло произойти от «Лихого Бора»: дорога на Дмитров в районе реки была опасной, в густых лесах вдоль неё прятались разбойники, в древнерусском языке — «лихие люди». Река также может носить название с XVI века в честь деревень Нижние и Верхние Лихоборы. На берегах Лихоборки находились другие сёла: Бусиново (сейчас в его честь называется верхнее течение Лихоборки), Ховрино с усадьбой Грачёвка, Новое и Старое Владыкино.
По руслу Лихоборки при Петре I предполагалось сделать часть водного пути Москва—Волга.
На карте 1760 года исток Лихоборки обозначен рядом с селом Киреево, севернее Бусиново и Фуниково, стоящих вниз по течению Лихоборки. С запада в Лихоборку впадала река Норишка. Севернее пруда, находившегося недалеко от истоков реки, было село Аксиньино.
Неподалёку от Верхних Лихобор находилась фарфоровая фабрика, построенная английским купцом Францем Гарднером в 1765 году и сохранившаяся до наших дней. На карте XIX века начало Лихоборки обозначено уже к востоку от села Коровино, а на реке — две мучные мельницы. К началу XX века около Верхних Лихобор было построено три кирпичных завода — Калинина, Стриженова и Юдиной.

### Советское время
На карте Москвы 1952 года на месте недостроенной Ховринской больницы находился ручей (река Лихоборка), заболоченная местность и очистные сооружения санатория, находившегося неподалёку. Эти все факторы повлияли на стройку: она была остановлена на долгое время, подвальные этажи больницы оказались затопленными, а затем в 2018 больница была и вовсе снесена.
В годы Второй мировой войны на территории Ботанического сада были окопы, на берегу Лихоборки располагались позиции артиллерии, до настоящего времени дошли остатки блиндажей и орудийные дворики. В апреле 2017 года на берегу Лихоборки в районе парка «Отрада» были найдены остатки сооружений, которые могут относиться к московскому укрепрайону.
В 1990 году за линией Московской окружной железной дороги рядом с рекой построили метродепо, а реку убрали в коллектор.

## Притоки и бассейны
Владыкинский ручей в настоящее время протекает в коллекторе, который начинался за станцией Бескудниково и пересекал деревню Слободку на месте нынешней улицы Каргопольской.
Река Бусинка расположена на севере города Москвы, является правым притоком реки Лихоборки. Общая протяжённость — около 4,5 км, часть заключена в коллектор. Река берёт начало в Московской области вблизи двух полигонов твёрдых бытовых отходов, затем уходит в коллектор под МКАД, кратковременно выходит на поверхность в промышленной зоне Москвы, после чего река снова уходит в коллектор до впадения в Лихоборку.
Жабенка, или Жабна — название произошло по роду лягушек и связано с лексической основой жаба. Жабна связывала две подмосковные местности — село Петровско-Разумовское и Нижние Лихоборы. Воды в ней было гораздо больше: в половодье она разливалась и затопляла поля Петровско-Разумовского села, поэтому они назывались Жабенским лугом.
Дегунинский ручей, ранее известный как Спирков вражек, в настоящее время заключён в подземный коллектор.
Коровий Враг — ручей в Московской области и Москве, левый приток (или исток) Лихоборки, частично сохранился в открытом русле.
Норишка или Аксиньин ручей — начинается у села Аксиньино. Река частично заключена в коллектор, длина 3 км.
Бескудниковский ручей или Ржавец — протяжённость ручья 3,3 км. Расположен под землёй в районе бывшего села Бескудниково, известного с 1584 года.
Богоявленский ручей — ручей длиной 1 км, в настоящее время заключён в подземный коллектор. Пролегал недалеко от Алтуфьевского шоссе.
Головинские пруды — известны с XVIII века, общая площадь — 18 га. Питаются водой из Лихоборского обводнительного канала. Часть открытого русла Лихоборки начинается от Головинских прудов и следует на северо-восток, к Онежской улице и Кронштадтскому бульвару.
В бассейн Лихоборки помимо Головинских входит несколько десятков прудов, семнадцать из них расположены на территории Главного ботанического сада. На карте Ростокинского района Москвы 1937 года этих прудов нет, зато на их месте обозначены два ручья, впадающих в Лихоборку.

## Транспортные объекты
В 1983 году на Лихоборке был сооружён Лихачёвский мост, он находится в Головинском районе и является продолжением 4 Лихачёвского переулка. В 2008 году мост через реку Лихоборку переложили заново, сделав на нём пятиполосное движение вместо трёхполосного. В 2009 году был выполнен капитальный ремонт моста. Во время реконструкции переправы восстановили пролётные строения, мостовое полотно и опоры.
В 2018 году планируется завершить работы на участке Северо-восточной хорды: возвести мост через Лихоборку от улицы Фестивальной до Дмитровского шоссе и проложить подземный пешеходный переход.
В 2018 году вблизи реки построено электродепо «Лихоборы». На его территории располагается первый в Москве метромост через Лихоборку. Выход из южного вестибюля станции метро «Верхние Лихоборы» на Дубнинскую улицу расположен у реки Лихоборка. Метростроители прокладывали тоннели под рекой, на глубине 60 метров.

## Современность
С 8 июня 2004 года постановлением Правительства Москвы № 383-ПП экологический парк «Лихоборка» является памятником природы регионального значения.
В 2005 году городские власти решили благоустроить берега Яузы, Лихоборки, Ички и Чермянки. Планировалась очистка русла, освобождение прилегающих территорий от размещённых гаражей и автостоянок, постройка культурно-досуговых и спортивно-развлекательных комплексов.
В 2014 году руководство главных столичных парков стало самостоятельно распределять средства на ремонт и обустройство парковых территорий. Лианозовскому парку отошло в управление 10 объектов: парки по Ангарской улице, парк «Северные дубки», парк «Дубки», Петровский парк, этнографическая деревня Бибирево, парк «Долина реки Лихоборки» и усадьба Алтуфьево.
По данным 2016 года, власти Москвы планируют создать на севере города 14 особо охраняемых природных территорий, две из них находятся на территории Головинского района в долине реки Лихоборки: экологический парк «Лихоборка» и природный заказник «Долина реки Лихоборки».
В том же году на берегу Лихоборки в Ботаническом саду были обнаружены лепнины и скульптуры, которые ранее считались утерянными. Предположительно, раньше они украшали павильон «Животноводство» на ВДНХ.
В марте 2016 года Правительство Москвы решило изъять для последующей застройки опытные поля Тимирязевской академии по берегу Лихоборки. Грунтовые воды под этими полями питают Лихоборку, водоёмы на ВДНХ, пруды Тимирязевской академии и соединяет их между собой. Застройка и осушение этих полей с высокой вероятностью нанесут непоправимый ущерб прилегающему к академии лесу, в котором обитают многие редкие для Москвы животные.
Летом 2017 года было проведено опустошение русла Лихоборки в Головинском районе рядом с Михалковской усадьбой. Специализированные бригады почистили, углубили и промыли русло реки от мусора, установили устройства по самоочищению воды, восстановили и обустроили прибрежные зоны. Ранее уборка проводилась только в 1939 году. В то же время, по сообщению Архнадзора, работы по благоустройству парка стартовали без согласования с Департаментом природопользования, спуск воды был проведён без согласования с Мосводостоком. Очистка дна прудов проведена с помощью тяжёлой гусеничной техники, что нанесло ущерб всей экосистеме — повреждены береговая растительность и гнездовья птиц.
В 2017 году правительство Москвы планирует организовать зелёную территорию долины реки Лихоборки в Отрадном для пеших и велосипедных прогулок на 24 километрах береговой линии от МКАД до ВДНХ и Ростокинского акведука. Архнадзор заявляет, что велодорожки проложены с нарушением исторического облика парка и в противоречии с Актом государственной историко-культурной экспертизы от 30 мая 2017 года. Этот акт регламентировал прокладку дорожно-тропиночной сети не ближе, чем в двух метрах от зелёных насаждений.
В 2017 на берегу реки Лихоборки планируется возвести первый в Москве буддистский храм размером 2,8 тысячи м².

## Экология
Долину Лихоборки загрязняют десятки экологически неблагополучных предприятий и снегоплавильные камеры Мосводоканала.
В 2008 году на участке Ховринской промзоны в 50 м от реки Лихоборки образовалась несанкционированная свалка мусора, площадь которой достигла 1 гектара. Чтобы предотвратить выброс мусора, на этой территории были выставлены круглосуточные посты сотрудников Государственного контроля природных ресурсов и экологической полиции. В июле того же года на территории Научно-производственной базы Декоративного растениеводства два предприятия по вывозу твёрдых отходов и крупногабаритного мусора своевольно разместили свалку. Осенью 2008 года начались работы по расчистке берегов Лихоборки. Столичные коммунальщики начали разбирать свалки.
В июле 2008 года в Лихоборке была зафиксирована массовая гибель рыбы. Причиной мог стать выброс горячей воды с одной из теплоэлектростанций. Анализ пробы воды показал, что уровень загрязняющих веществ в реке не превышен. В декабре 2014 года прокуратурой Москвы было установлено, что ГУП по эксплуатации московских водоотводящих систем «Мосводосток» производил сброс сточных вод без очистки. В результате природоохранный прокурор направил иски об обязании обеспечить очистку и обезвреживание сбрасываемых сточных вод до предельно допустимых концентраций загрязняющих веществ.
В конце января 2014 года воды Лихоборки окрасились в оранжевый цвет. По мнению экологов, причиной стало размытие береговых глин после потепления и осадков.
Несмотря на сильное загрязнение бытовым мусором и сброс отходов в реку, на прибрежной территории сохранилось значительное разнообразие растений и животных: четыре вида пиявок, множество видов моллюсков, в реке водятся ракообразные, более 10 видов рыб, на берегу гнездится более 50 видов птиц. В начале 2017 года от проезда Дежнёва и до устья реки Лихоборки была зафиксированы большая численность крякв. В некоторых водоемах, питающих Лихоборку сохранились микропопуляции обыкновенного тритона и гребенчатого тритона, занесенных в Красную книгу Москвы. Состояние этих популяций оценивается биологами как критическое и нуждающееся в охране.

## Отражение в топонимике
В честь Лихоборки названо несколько московских улиц. С конца XIX века существовали 1-й и 3-й Лихоборские тупики, 1-я и 4-я Лихоборские улицы, Верхнелихоборская улица. С 1950 года — 1—3 Лихоборские проезды (ранее они назывались Новопроектируемыми проездами и улицей Вырубка леса). В настоящее время существует улица Лихоборские Бугры, которая перенесена на нынешнее место в 1966 году, с этого же года — Лихоборская набережная. 10 сентября 2016 года открыта станция МЦК Лихоборы. А также, для удобства пассажиров, платформа "НАТИ" Октябрьской железной дороги была переименована в "Лихоборы".